# Жуїй
Жуї́й (фр. Juilles) — муніципалітет у Франції, у регіоні Окситанія, департамент Жер. Населення — 226 осіб (01.01.2021).
Муніципалітет розташований на відстані близько 600 км на південь від Парижа, 50 км на захід від Тулузи, 21 км на схід від Оша.

## Історія
До 2015 року муніципалітет перебував у складі регіону Південь-Піренеї. Від 1 січня 2016 року належить до нового об'єднаного регіону Окситанія.

## Демографія
Динаміка населення (INSEE ):

## Економіка
2010 року серед 140 осіб працездатного віку (15—64 років) 111 були активними, 29 — неактивними (показник активності 79,3%, у 1999 році було 70,5%). З 111 активних мешканців працювали 103 особи (57 чоловіків та 46 жінок), безробітними було 8 (1 чоловік та 7 жінок). Серед 29 неактивних 3 особи були учнями чи студентами, 15 — пенсіонерами, 11 були неактивними з інших причин.

У 2010 році в муніципалітеті числилось 89 оподаткованих домогосподарств, у яких проживали 238,0 особи, медіана доходів виносила 20 802 євро на одного особоспоживача